# Хертвиси
Тврђава Хертвиси (груз. ხერთვისის ციხე) је једна од најстаријих тврђава у Грузији, а била је функционална током грузијског феудалног раздобља. Налази се у јужној Грузији, у регији Мешкетији на високом стеновитом брдашцу у уском кањону на ушћу реке Куре у Паравани. Први пут је грађена у 2. веку нове ере. Црква је саграђена 985. године, а садашњи зидови 1354. године. Према легенди, Хертвиси је уништио Александар Велики. 
У 10. и 11. веку био је средиште регије Мешкетије. Током 12. века постаје градом. У 13. веку га уништавају Монголи, а до 15. века губи своју моћ. У 15. веку у власништву је мешкетских земљопоседника и куће Џакели. У 16. веку у јужну Грузију проваљују Турци, те је у периоду од наредних тристо година у њиховим рукама. 
Крајем 19. века грузијска и руска војска враћају изгубљена подручја и Хертвиси постаје војна база руској и грузијској војсци. 